# Alexander Kozlov
Alexander Alexandrovich Kozlov (tiếng Nga: Александр Александрович Козлов; sinh ngày 2 tháng 1 năm 1981) là chính trị gia người Nga. Ông là Bộ trưởng Tài nguyên và Môi trường Nga từ ngày 10 tháng 11 năm 2020.
Trước đó, ông cũng từng giữ chức vụ Bộ trưởng Phát triển Viễn Đông và Bắc Cực Nga từ năm 2018 đến năm 2020, thống đốc tỉnh Amur từ năm 2015 đến năm 2018 và thị trưởng thành phố Blagoveshchensk từ năm 2014 đến năm 2015.